# Realtime Gaming
Realtime Gaming (RTG) - это компания, которая разрабатывает программное обеспечение для казино (лицензированное различными операторами и доступно на фирменных сайтах, работающих на основе RTG). Компания была основана в  Атланте, штат Джорджия в 1998 году, но частично перенесла офис в  Эредию, Коста-Рика в 2007-2008 гг.
RTG была приобретена в январе 2007 года компанией Hastings International Кюрасао, Нидерландские Антильские острова которая управляется поставщиком корпоративных услуг под названием HBM Group.

## Скандал с игрой Caribbean 21
В 2004 году компания попала в новости, когда игрок выиграл 1,3 миллиона долларов с депозита в 1000 долларов, играя в Caribbean 21 на высокие ставки в казино Hampton. Этот же игрок также выиграл 96 000 долларов в казино Delano, другом сайте, что также работал на основе ПО RTG.
Казино обвинили игрока в мошенничестве, заявив, что он использовал работа (автоматизированную программу игры), и что ему не будут платить.  Поскольку в игре казино имеет преимущество в, примерно, 0,1% ), казино все равно должны были установить лимит; поскольку этого сделано не было, у игроков оставался высокий шанс выиграть в краткосрочной и среднесрочной перспективе. Подробности окончательного расчета игрока и казино так и не были опубликованы. Впоследствии RTG ограничил максимальный размер ставки в игре до 5 долларов, прежде чем полностью ее удалить.

## Операторы
Одним из крупнейших операторов казино RTG была группа Crystal Palace, которая в 2005 году разместила на рынке AIM в Лондоне £ 140 млн. Группа, что принадлежала южноафриканцу Уоррену Клауду получила в том году прибыль до налогообложения в размере 20.4 млн.  фунтов стерлингов. Казино Клауда были предметом многочисленных жалоб, особенно в отношении переплаты игрокам, которые принимали бонусы от казино. Клауд внезапно умер на своей яхте у Ибицы в июле 2008 года, в возрасте 34 лет. 
Кроме группы Crystal Palace, другие казино RTG стали предметом критики. На сайте Casinomeister ведется список казино RTG, где несколько сайтов перечислены как "мошеннические".

## Особенности программного обеспечения
Компания указывает, что операторы не могут выбирать между настройками выплат для своих слотов  и видеоигoр в покер . RTG выразили намерение ограничить ответственность оператора для каждой игры по умолчанию в 50 000 долларов, за счет уменьшения максимальных размеров ставок. 
Некоторые онлайн казино RTG предлагают прогрессивные джекпот игры с джек-потами, объединенными между всеми казино, которые предлагают такие игры. Крупнейшими из этих джек-потов, как правило, есть джекпот Пиньяты и джекпот Ацтекские миллионы. По сравнению с аналогичными размерами джекпотов в несколько миллионов долларов, предлагаемых конкурирующими разработчиками игр, такими как Microgaming или Playtech, эти джек-поты выигрывают редко, и медленный темп роста количества пользователей этих игр говорит о том, что они не особо популярны. Кроме того, непрогрессивная "Реальная серия" игровых автоматов онлайн от RTG могут быть сконфигурированы с многоуровневыми случайными прогрессивными джек-потами, локальными для определенного казино или группы казино, которыми руководит тот самый оператор. Эти местные джек-поты можно выиграть случайным образом и независимо от выравнивания символов на игровых барабанах, на любом спине. Операторы могут настраивать джек-поты для каждой игры или группировать несколько игр вместе.
Разработчики игровых автоматов, такие как Realtime Gaming, начали выпускать видеоигры на основе кабинета  с увеличением количества специальных функций, таких как Гарантия функций, Пирамида джекпотов, Джекпот точки кипения, Suit "em Up, Вегас с тремя карточками. Кроме того, самые популярные игры были перенесены в мобильные версии, и такие функции, как Мгновенная игра и Загрузка, также доступны для всех казино, работающих на базе ПО RTG . Пожалуй, самый большой прорыв в слот играх второй половины 20 века произошел благодаря внедрению слотов с несколькими выигрышными линиями.